# Olympische Jugend-Sommerspiele 2018/Teilnehmer (Madagaskar)
| Gelbes Symbol für Goldmedaillen mit stilisierten Olympischen Ringen | Graues Symbol für Silbermedaillen mit stilisierten Olympischen Ringen | Braundes Symbol für Bronzemedaillen mit stilisierten Olympischen Ringen |
| ------------------------------------------------------------------- | --------------------------------------------------------------------- | ----------------------------------------------------------------------- |
| —                                                                   | —                                                                     | —                                                                       |

Die Jugend-Olympiamannschaft aus Madagaskar für die III. Olympischen Jugend-Sommerspiele vom 6. bis 18. Oktober 2018 in Buenos Aires (Argentinien) bestand aus vier Athleten.

## Athleten nach Sportarten

### Gewichtheben
| Mädchen - Berthine Ravakiniaina Klasse bis 44 kg: 5. Platz | Jungen - Miharintsoa Rajaona Klasse bis 56 kg: 6. Platz |

### Judo
Mädchen
- Mireille Andriamifehy
Klasse bis 52 kg: 7. Platz

### Leichtathletik
Jungen
- Christel Rakotomalala
400 m: 19. Platz